# Saint-Julien-de-Lampon
Saint-Julien-de-Lampon är en kommun i departementet Dordogne i regionen Nouvelle-Aquitaine i sydvästra Frankrike. Kommunen ligger i kantonen Carlux som tillhör arrondissementet Sarlat-la-Canéda. År 2022 hade Saint-Julien-de-Lampon 657 invånare.

## Befolkningsutveckling
Antalet invånare i kommunen Saint-Julien-de-Lampon
Referens:INSEE